# Bric del Dente
Il Bric del Dente o Monte Dente è un monte dell'Appennino ligure che raggiunge i 1.107 metri s.l.m. e ricade nel territorio del parco del Beigua.

## Descrizione
La montagna è posta all'incrocio delle valli Cerusa, Orba e Stura e si trova quindi sullo spartiacque ligure-padano. La Sella Bernè (894 m) la separa verso est dal Monte Giallo, mentre ad ovest una sella a 931 m nei pressi di Pian degli Asti la separa dal passo del Faiallo e del Monte Reixa. Nelle vicinanze del Dente si trovano il Forte Geremia (a est) e il Bric Dentino (976 metri s.l.m.), detto anche Bric della Saliera per via di un deposito di sale che vi venne fatto costruire dalla Repubblica di Genova. Sulla vetta del Dente si trova un cippo, ricostruito nel 1984, che riporta l'altitudine del monte, indicata in 1107 metri s.l.m.

## Accesso alla vetta

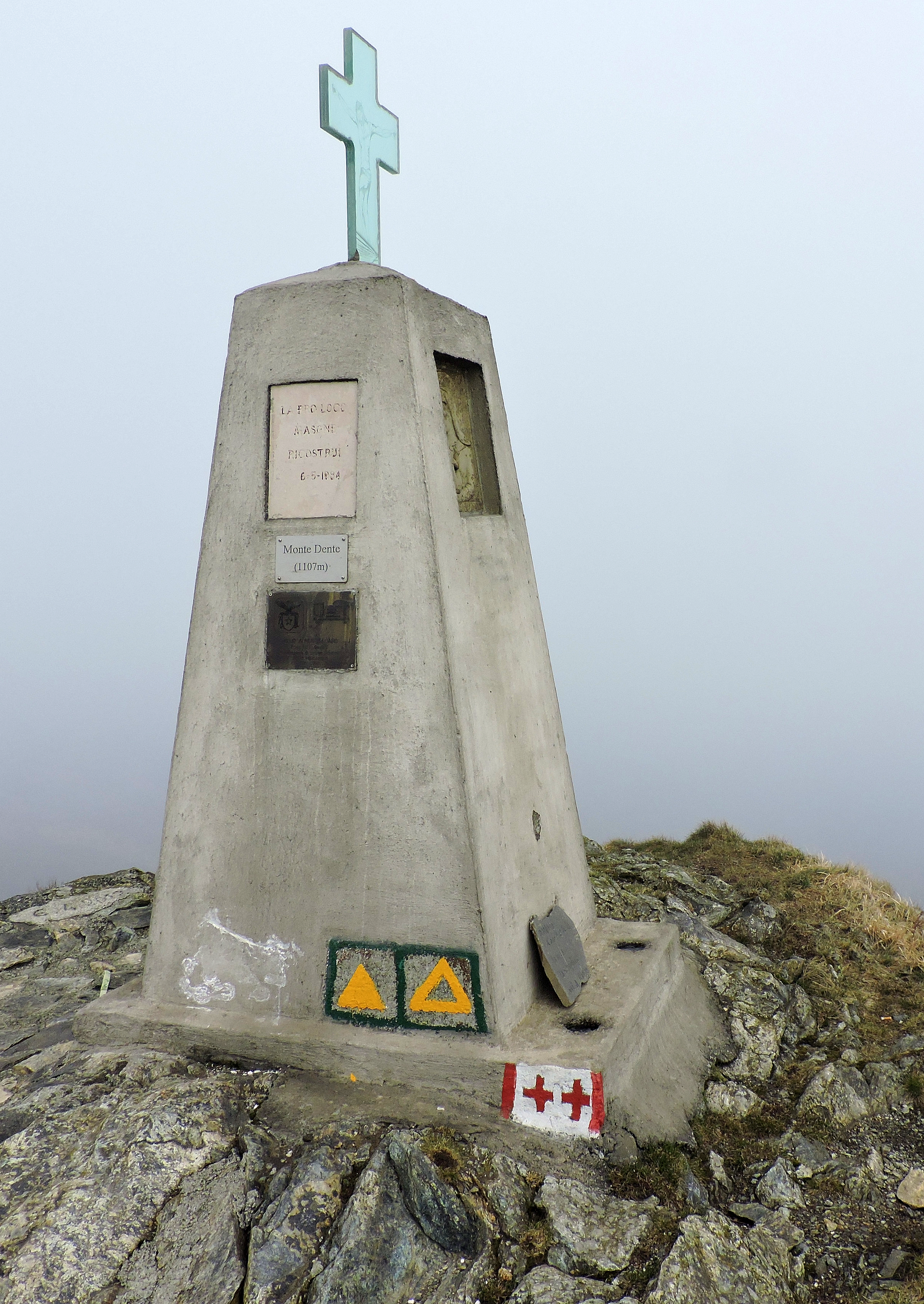
Il cippo sulla sommità

Si raggiunge in auto da Voltri o da Masone con la Strada statale 456 del Turchino, proseguendo con la strada che dal Passo del Turchino conduce verso Vara Superiore, attraverso il Passo del Faiallo. Da quest'ultima strada si può salire agevolmente in vetta a piedi: un percorso tipico parte dalla Sella del Barnè (894 metri s.l.m.).
Il Bric del Dente ricade nella tappa n.21 dell'Alta Via dei Monti Liguri, tappa che conduce dal Passo del Faiallo al Passo del Turchino.

## Punti di appoggio
- Cascina Tröa (651 m, in valle Masone)[3]